# Acropyga
Acropyga – rodzaj mrówek należący do podrodziny Formicinae, sklasyfikowany przez Rogera w roku 1862.

## Gatunki
- Acropyga acutiventris Roger, 1862
- Acropyga ambigua Emery, 1922
- Acropyga amblyops Forel, 1915
- Acropyga arnoldi Santschi, 1926
- Acropyga bakwele LaPolla & Fisher, 2005
- Acropyga baodaoensis Terayama, 1985
- Acropyga berwicki Wheeler, 1935
- Acropyga borgmeieri Donisthorpe, 1939
- Acropyga bruchi Santschi, 1929
- Acropyga butteli Forel, 1912
- Acropyga crassicornis Emery, 1900
- Acropyga decedens (Mayr, 1887)
- Acropyga distinguenda Karavaiev, 1935
- Acropyga dodo (Donisthorpe, 1946)
- Acropyga donisthorpei Weber, 1944
- Acropyga dubia Karavaiev, 1933
- Acropyga dubitata (Wheeler & Mann, 1914)
- Acropyga emeryi (Forel, 1915)
- Acropyga epedana Snelling, 1973
- Acropyga exsanguis (Wheeler, 1909)
- Acropyga fuhrmanni (Forel, 1914)
- Acropyga goeldii Forel, 1893
- Acropyga guianensis Weber, 1944
- Acropyga indistincta Crawley, 1923
- Acropyga indosinensis Wheeler, 1935
- Acropyga inezae Forel, 1912
- Acropyga jiangxiensis Wang & Wu, 1992
- Acropyga kathrynae Weber, 1944
- Acropyga lauta Mann, 1919
- Acropyga major Donisthorpe, 1949
- Acropyga marshalli (Crawley, 1921)
- Acropyga meermohri (Staercke, 1930)
- Acropyga mesonotalis Weber, 1944
- Acropyga moluccana Mayr, 1879
- Acropyga myops Forel, 1910
- Acropyga nipponensis Terayama, 1985
- Acropyga oceanica Emery, 1900
- Acropyga oko Weber, 1944
- Acropyga pachycera (Emery, 1906)
- Acropyga paleartica Menozzi, 1936
- Acropyga pallida (Donisthorpe, 1938)
- Acropyga paludis Weber, 1944
- Acropyga panamensis Weber, 1944
- Acropyga paramaribensis Borgmeier, 1933
- Acropyga parvidens (Wheeler & Mann, 1914)
- Acropyga pickeli Borgmeier, 1927
- Acropyga quadriceps Weber, 1944
- Acropyga robae Donisthorpe, 1936
- Acropyga rutgersi Buenzli, 1935
- Acropyga sauteri Forel, 1912
- Acropyga silvestrii Emery, 1915
- Acropyga smithii Forel, 1893
- Acropyga termitobia Forel, 1912
- Acropyga trinitatis Weber, 1944
- Acropyga undecema (Donisthorpe, 1949)
- Acropyga urichi Weber, 1944
- Acropyga wheeleri Mann, 1922